# Agustín Peña
Agustín Peña, vollständiger Name Alejandro Agustín Peña Montero, (* 8. März 1989 in Montevideo) ist ein uruguayischer Fußballspieler.

## Karriere

### Verein
Der 1,81 Meter große Defensivakteur Peña ist der Sohn von José Enrique Peña und Zwillingsbruder von Álvaro Peña. Er gehörte zu Beginn seiner Karriere in der Saison 2007/08 der Reserve (Formativas) der Montevideo Wanderers an. Ab der Apertura 2008 lief er für die Erste Mannschaft des Klubs auf und absolvierte in der Spielzeit 2008/09 17 Partien (kein Tor) in der Primera División. In der nachfolgenden Saison lief er 22-mal in der höchsten uruguayischen Spielklasse auf und erzielte einen Treffer. Im Juni 2010 wechselte er nach Argentinien zum Club Atlético Huracán. Dort bestritt er bis zu seinem letzten Einsatz am 2. Juni 2011 14 Begegnungen in der argentinischen Primera División. Ein Tor erzielte er nicht. 
Im April 2012 wechselte er zu El Tanque Sisley und bestritt dort in der Spielzeit 2011/12 drei Erstligaspiele (kein Tor). Von Juli 2012 bis Juli 2013 folgte eine weitere Station in Argentinien bei Atlético Tucumán. Die Statistik weist für ihn 15 Einsätze (kein Tor) in der Primera B Nacional aus. Zudem stand er einmal (kein Tor) in der Copa Argentina auf dem Platz. 
In der Spielzeit 2013/14 stand er in Montevideo bei Liverpool Montevideo unter Vertrag. Er absolvierte 26 Begegnungen in der Primera División und traf zweimal ins gegnerische Tor. Sein Klub stieg am Saisonende in die Segunda División ab. Im Juli 2014 schloss er sich dem portugiesischen Verein Boavista Porto an, wurde von dort jedoch bereits im September an den amtierenden uruguayischen Meister Danubio FC ausgeliehen. 
Insgesamt wurde er in der Spielzeit 2014/15 14-mal (kein Tor) in der höchsten uruguayischen Spielklasse und zweimal (kein Tor) in der Copa Libertadores 2015 eingesetzt. In der Spielzeit 2015/16 absolvierte er 20 Erstligaspiele (kein Tor) und eine Partie (kein Tor) in der Copa Sudamericana 2015. Während der Saison 2016 bestritt er zwölf weitere Erstligaspiele (kein Tor).

### Nationalmannschaft
Peña nahm mit der uruguayischen U-20-Auswahl an der U-20-Südamerikameisterschaft 2009 in Venezuela teil. Dort bestritt er vier Turnierspiele und schoss ein Tor.